# 藤島茂
藤島 茂（ふじしま しげる、1917年11月10日 - 1973年3月24日）は、東京出身の建築家、随筆家。

## 経歴
1941年東京帝国大学工学部建築学科卒、鉄道省に入省。戦後、国鉄本社施設局建築課課長補佐として駅舎の設計営繕を担当し、技師長室調査役、大分鉄道管理局長。1953年から1954年までフランス国鉄に留学、1961年駅内トイレに関する随筆『トイレット部長』を刊行するとベストセラーとなり、映画化される。1962年『駅前広場計画論、特に駅本屋平面計画との関連について』で、東京大学より工学博士を授与される。随筆続編を『文藝春秋』に掲載。1967年国鉄外務部長。一級建築士。
建築史家の藤島亥治郎の甥に当たる。

## 著書
- トイレット部長 文藝春秋新社 1960
- トイレット監督 文藝春秋新社 1961
- トイレット部長（増補）文藝春秋 1968（ポケット文春）
- 遠い汽笛 トイレット部長奮戦す 文藝春秋 1969